# Kasteel van La Grée de Callac
Het Kasteel van La Grée de Callac (Frans: Château de la Grée de Callac) is een kasteel in de Franse gemeenten Monteneuf en Augan. Het kasteel is een beschermd historisch monument sinds 1990.